# Jeffrey Lundgren
Jeffrey Don Lundgren (født 3. maj 1950, død 24. oktober 2006), var en amerikansk  selvudnævnt profet, tidligere leder af en sekt og dømt massemorder af fem personer. Han blev gift med Alice Keeler, som også var dømt for sammensværgelse til at begå massemord.